# Kvarteret Styckjunkaren

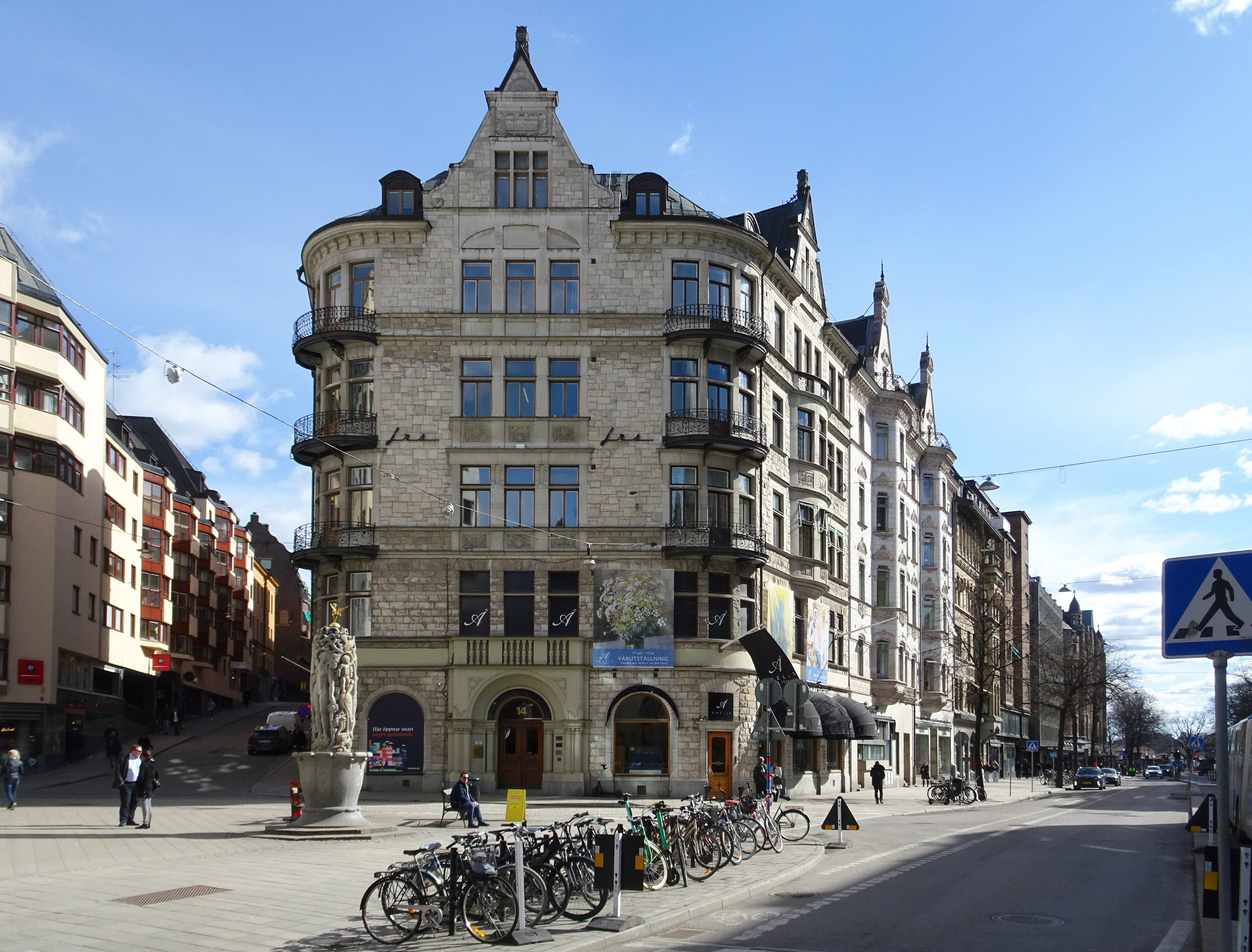
Kvarteret Styckjunkaren från norr med Styckjunkaren 7 längst fram. Till höger syns Birger Jarlsgatan och till vänster Riddargatan, april 2021.

Styckjunkaren är namnet på ett kvarter på Östermalm i Stockholm. Kvarteret har triangulär form och omges av Grev Turegatan i norr, av Riddargatan i nordöster, av Styckjunkargatan i sydöst och av Birger Jarlsgatan i sydväst. Inom kvarteret finns flera kulturhistoriskt värdefulla byggnader. En styckjunkare var en militär grad och motsvarade fanjunkaren dock vid artilleriet. Kvartersnamnet erinrar om den militära verksamheten vid närbelägna Artillerigården.

## Historik

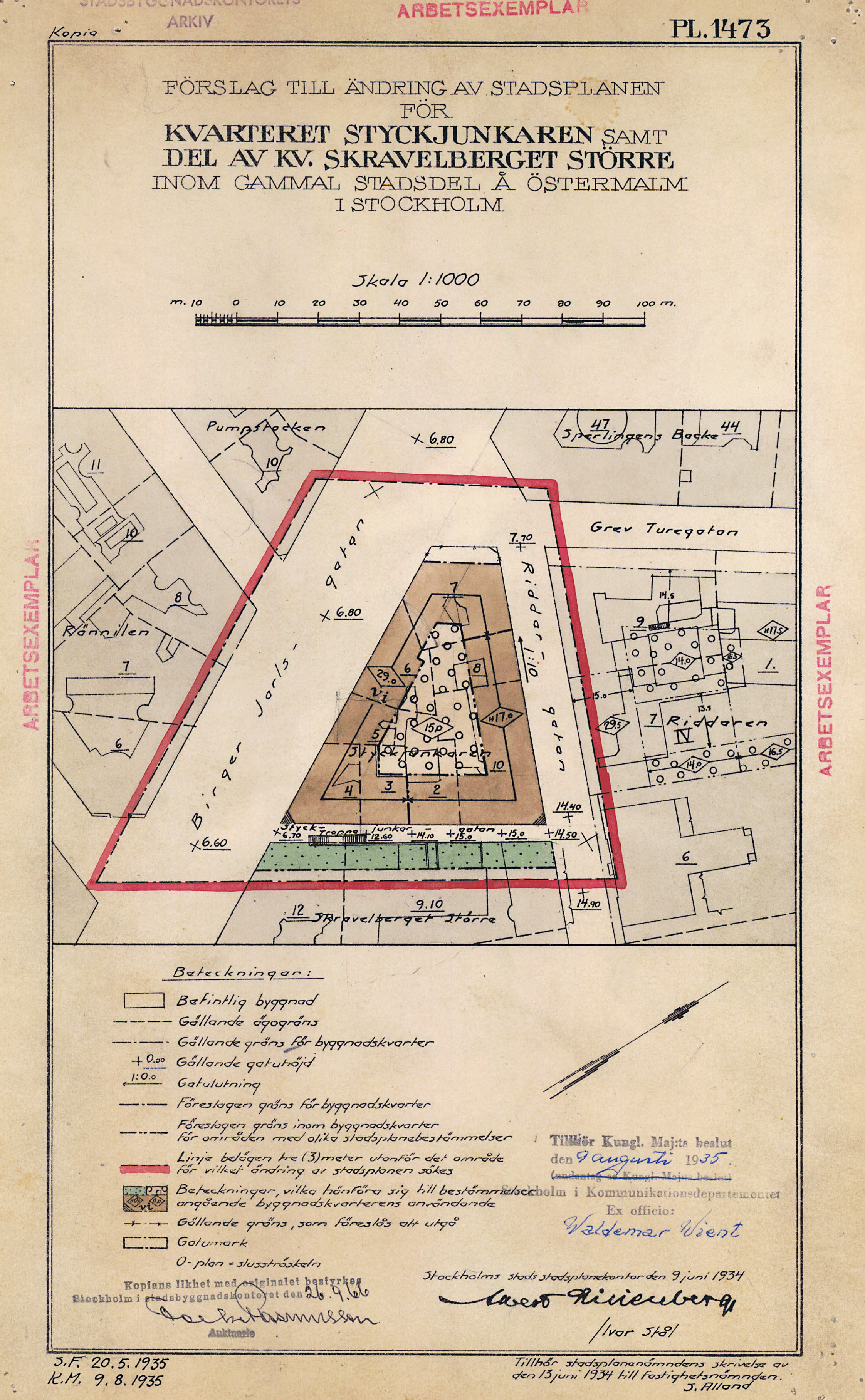
Stadsplanen från 1934.

### Kvarteret

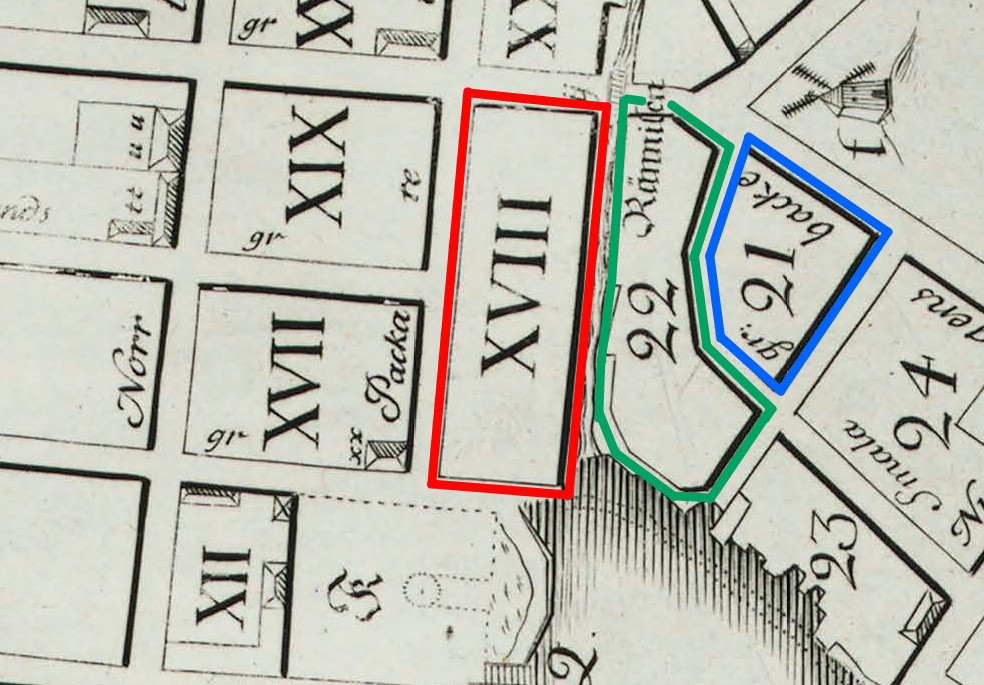
Kvarteret Styckjunkaren (nr 21) på Petrus Tillaeus karta 1733.
Nr 22: Kvarteret Rännilen
Nr XVIII: Kvarteret Pumpstocken.

På 1000-talet fanns här ett brett, farbart vattendrag som sträckte sig mellan dagens Brunnsviken i norr och Nybroviken i söder. Rester av detta vattendrag var Träsket och Rännilen som fylldes igen på 1870- och 1880-talen. Kvarteret Styckjunkaren återfinns på Petrus Tillaeus karta från 1733 på samma plats dock med en annan form och har där nr 21 Styckjunckaren (med "ck" i efterleden). Kvarteret låg med sin västra sida intill dåvarande kvarteret Rännilen med Smala gränden däremellan (senare benämnd Grev Turegatan).
På 1600-talet var trakten där kvarteret nu ligger fortfarande en del av Ladugårdslandsviken. Genom landhöjningen och utfyllnader förvandlades området till tomtmark men allt som byggdes här fick grundförstärkas med rustbäddar, pålar och stockar vilka påträffades vid olika utgrävningar och kunde dateras till 1600-talets mitt. 
Kvarterets nuvarande plankontur framträdde första gången i en stadsplan som fastställdes den 17 oktober 1879. Bakgrunden till förändringen var Lindhagenplanen från 1860-talet. Birger Jarlsgatans södra del drogs rakt över den äldre bebyggelsen ända ner till Nybroplan, ungefär i dåvarande Grev Turegatans sträckning. Då försvann det ”gamla” kvarteret Styckjunkaren och nuvarande triangulär form tillkom. 
Till en början delades kvarteret i nio fastigheter. Idag till stora delar gällande stadsplan (Pl. 1473) fastställdes i juni 1934 och är undertecknad av dåvarande stadsplanedirektören i Stockholm, Albert Lilienberg, i den slogs fastigheten 1 och 9 ihop till 10 för att skapa en större tomt i hörnet Riddargatan / Styckjunkargatan. Planen medgav även en breddning av Styckjunkargatan till 11 meter. På 1970-talet slogs fastigheterna 3 och 5 ihop till Styckjunkaren 11 med bibehållen bebyggelse.

### Kvarteret genom tiden

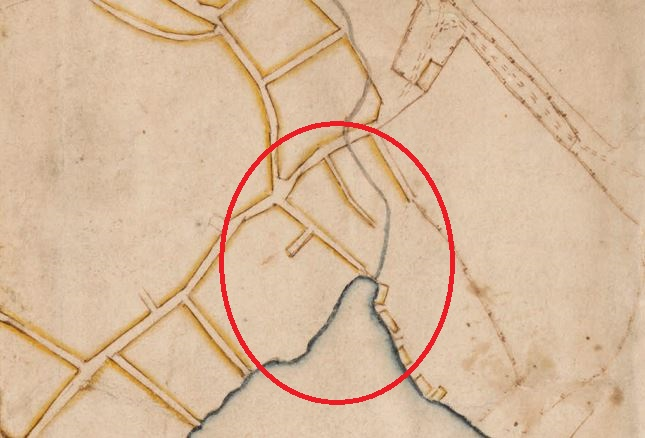
Området 1625.
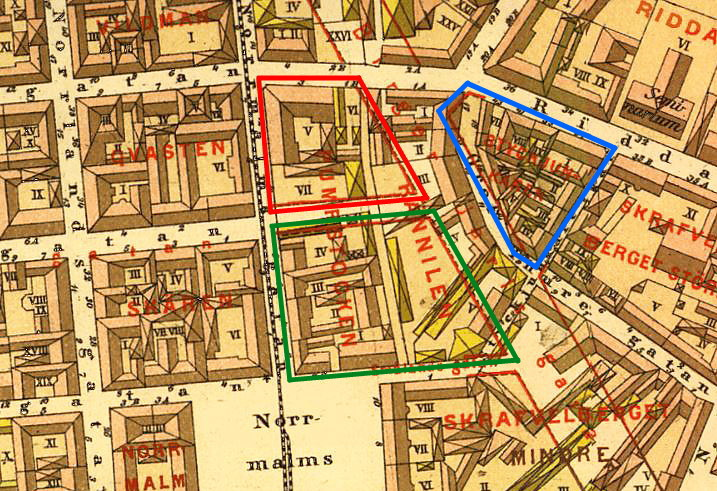
1885.
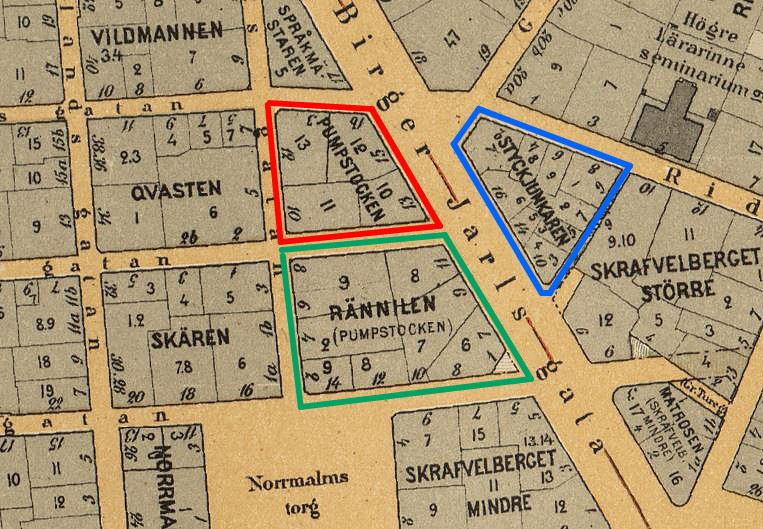
1899.
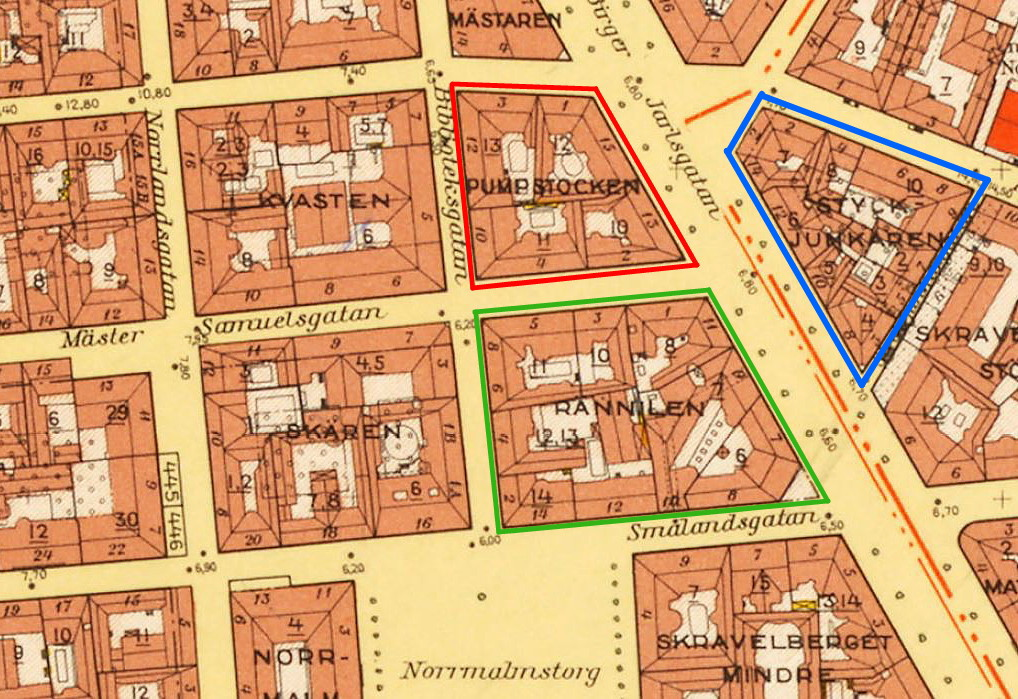
1940.

### Bebyggelsen, allmänt
Under 1800-talets slut blev Birger Jarlsgatan tillsammans med Strandvägen och Narvavägen en av Stockholms nya paradgator vilket även skulle återspeglas i bebyggelsen. Styckjunkarens fastigheter 4, 5, 6 och 7, Birger Jarlsgatan 8-14 uppfördes 1888 (nr 4), 1891 (nr 5), 1897 (nr 6) och 1900 (nr 7). Gällande fasadgestaltning märks tidens förkärlek för ”äkta” material och husen byggdes med skulpterade och rusticerade stenfasader och höga takfrontoner. 
Styckjunkaren 5 var Stockholms första bostadshus med en fasad helt i natursten, något som fick många efterföljare de kommande åren. Huset är blåmärkt av Stadsmuseet i Stockholm vilket betyder "att bebyggelsen bedöms ha synnerligen höga kulturhistoriska värden".
Hörnhuset Styckjunkaren 4 från 1888 revs redan 1934 och ersattes av ett nytt kontorshus i ljusrött tegel. Husen längs med Styckjunkargatan tillkom mellan 1908 och 1917. De ursprungliga 1700-talskåkar mot Riddargatan berördes till en början inte av områdets nydaning. De revs först på 1930-talet med undantag för det lilla 1700-talshuset på Styckjunkaren 8 (Riddargatan 4) som finns fortfarande kvar och inhyste konditoriet Sturekatten. Styckjunkaren 8 är idag kvarterets äldsta bevarade byggnad och blåmärkt av Stadsmuseet.

### Historiska bilder

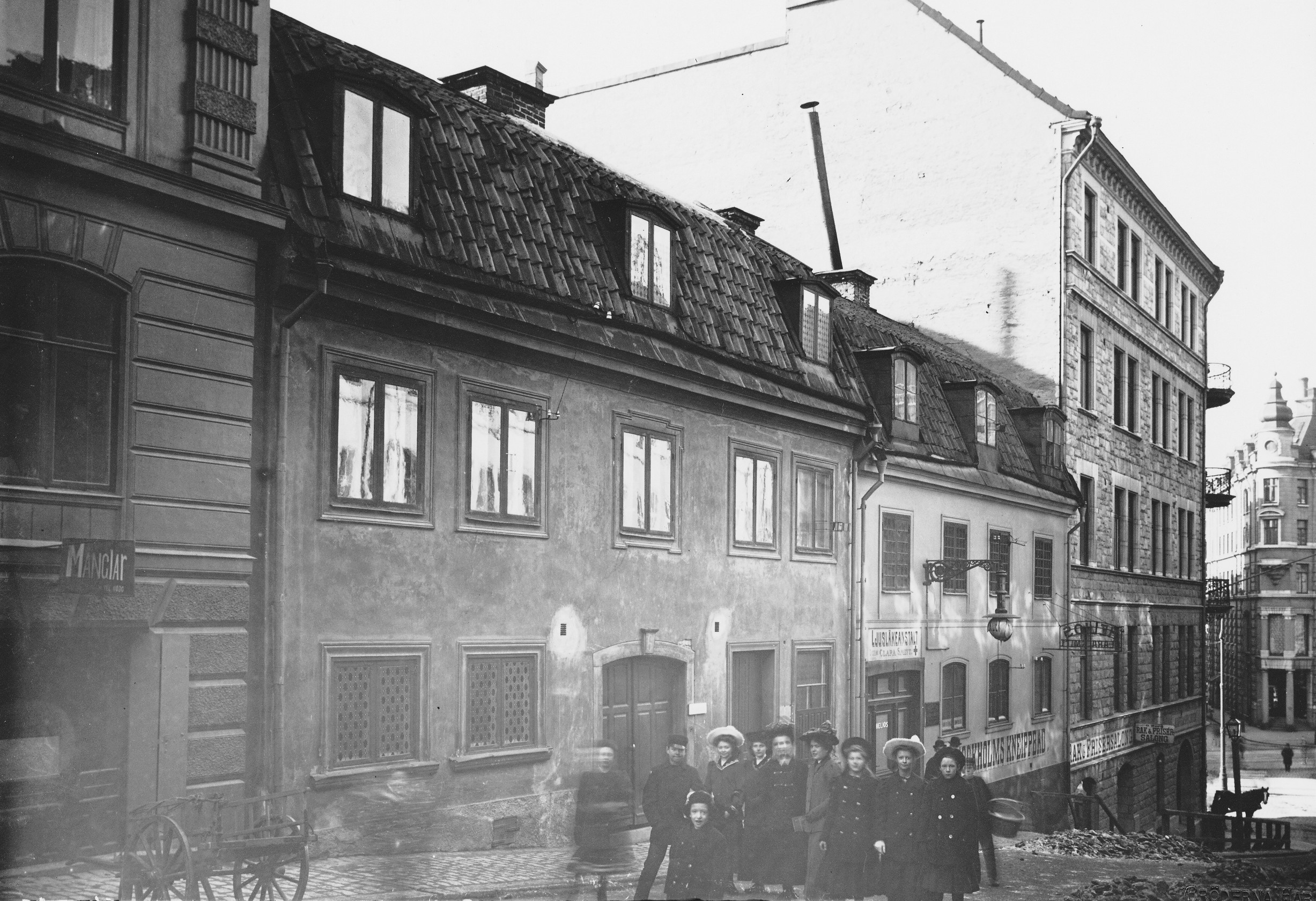
Kvarteret sett från Riddargatan, 1907.
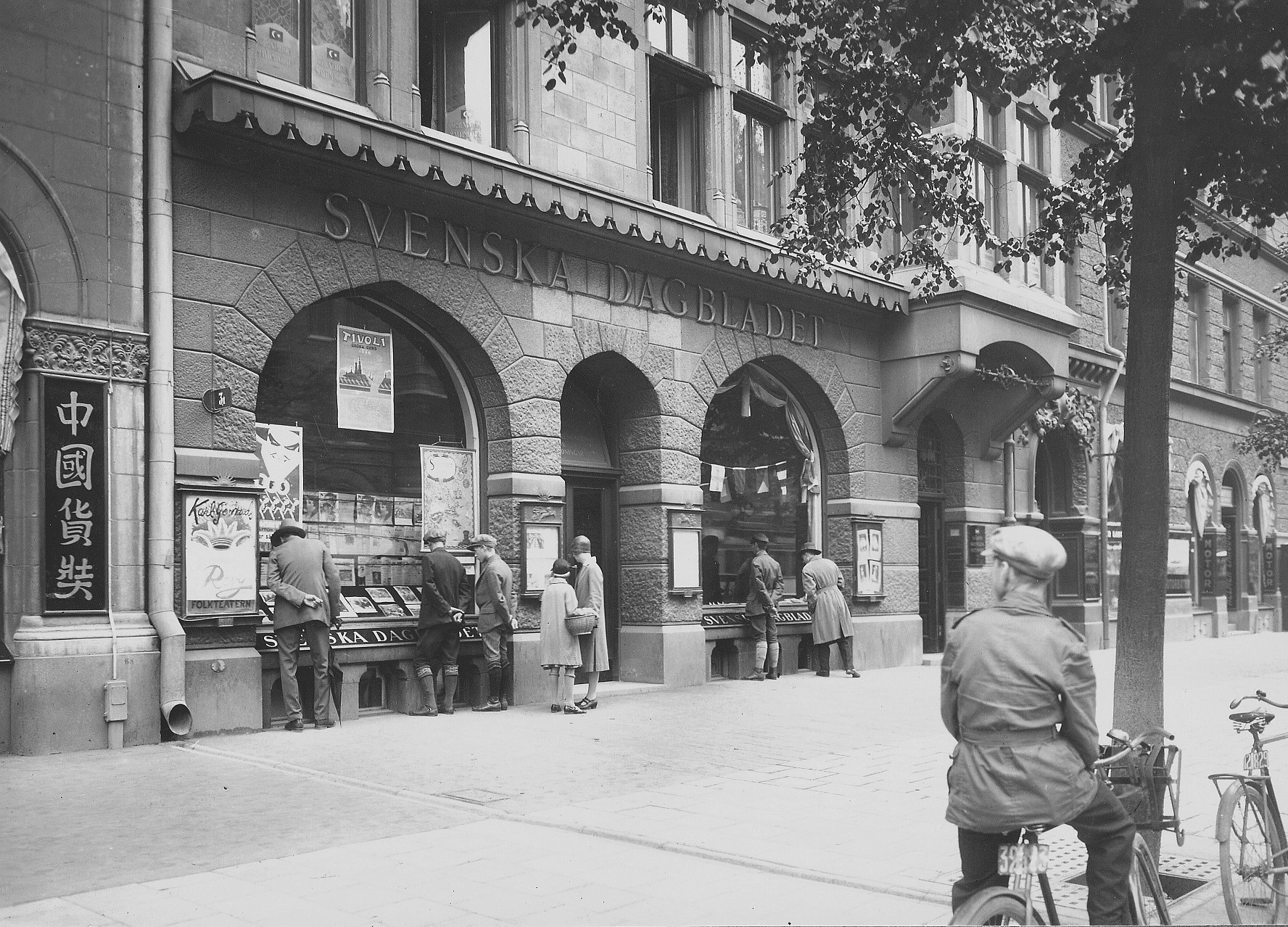
Styckjunkaren 5, 1928.
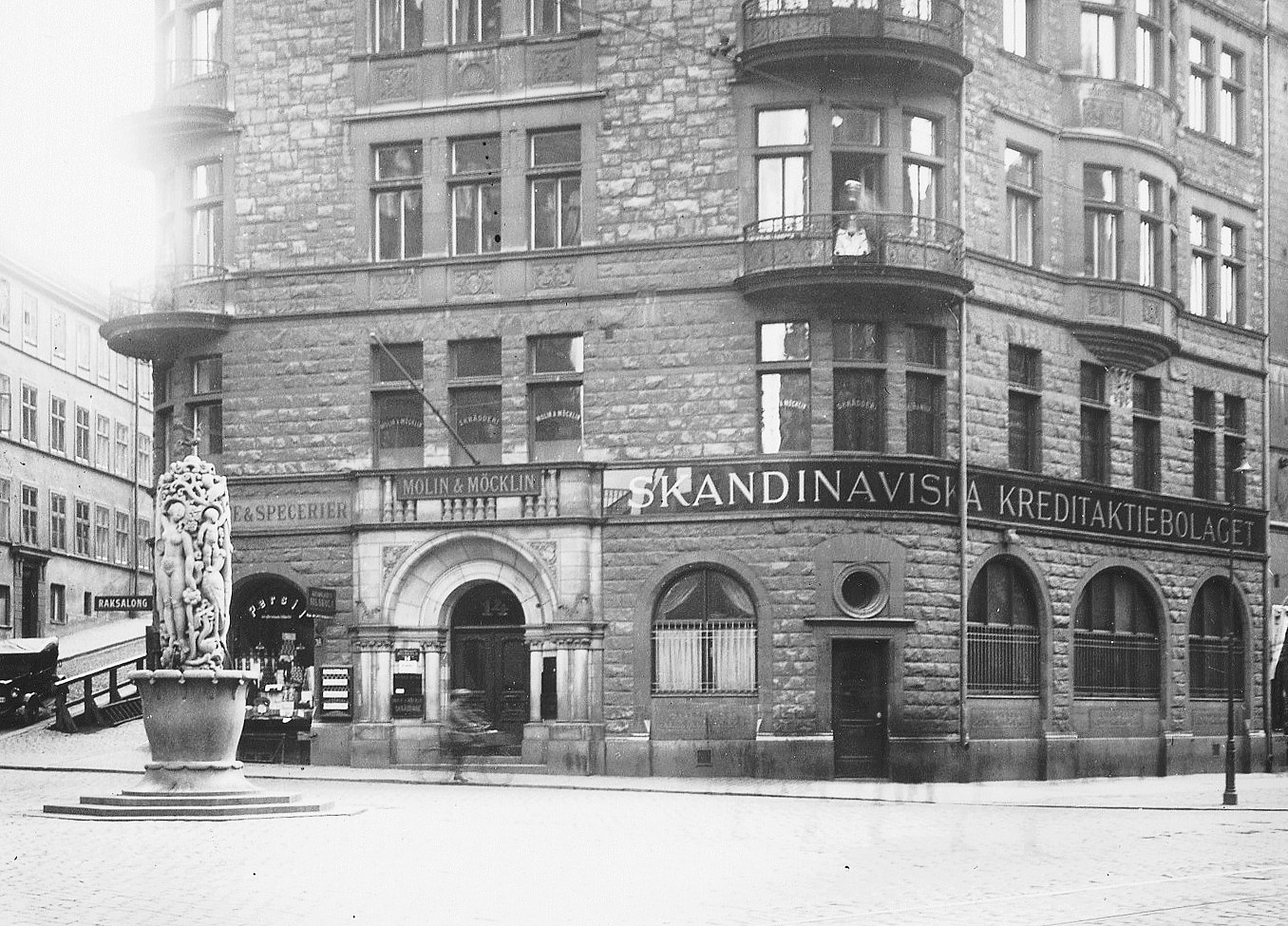
Styckjunkaren 7, 1920-tal.
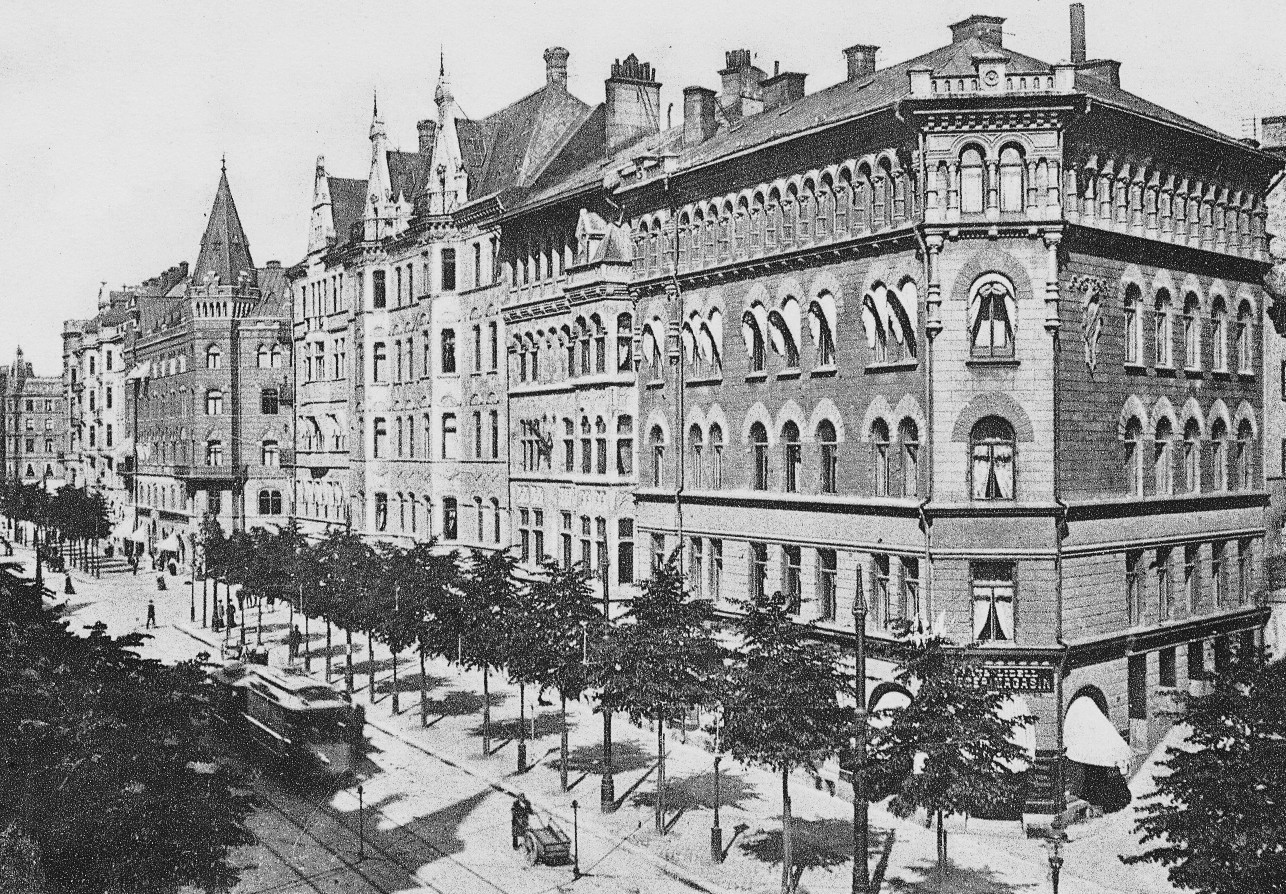
Kvarteret sett från Birger Jarlsgatan, 1904.

## Kvarterets fastigheter
- Styckjunkaren 2 (Styckjunkargatan 1), byggår 1917, arkitekt Cyrillus Johansson.[5]
- Styckjunkaren 11 (före detta 5) (Birger Jarlsgatan 6), byggår 1908, arkitekt Dorph & Höög.[6]
- Styckjunkaren 4 (Birger Jarlsgatan 8), byggår 1935, arkitekt Theodor Kellgren.[7]
- Styckjunkaren 11 (före detta 5) (Birger Jarlsgatan 10), byggår 1891, arkitekt Wilhelm Nerman.[8]
- Styckjunkaren 6 (Birger Jarlsgatan 12), byggår 1897, arkitekt Carl Kleitz.[9]
- Styckjunkaren 7 (Birger Jarlsgatan 14), byggår 1900, arkitekt Gustaf Hermansson.[10]
- Styckjunkaren 8 (Riddargatan 4), byggår 1770-1799, arkitekt okänd.[11]
- Styckjunkaren 10 (före detta 1 och 9) (Riddargatan 6-8), byggår 1931, arkitekt Carl Åkerblad.[12]

### Nutida bilder

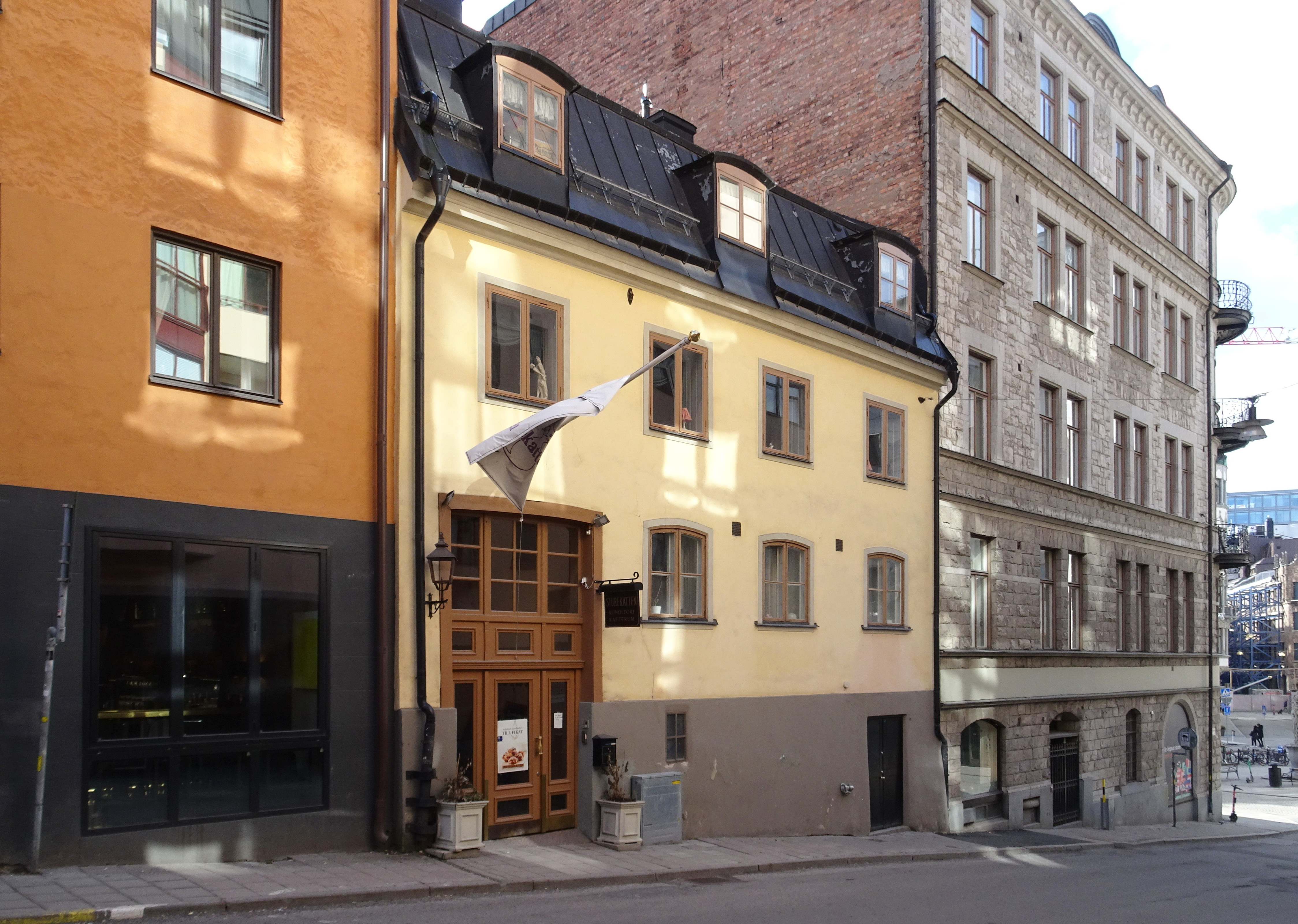
Styckjunkaren 8 (i mitten), kvarterets äldsta hus.
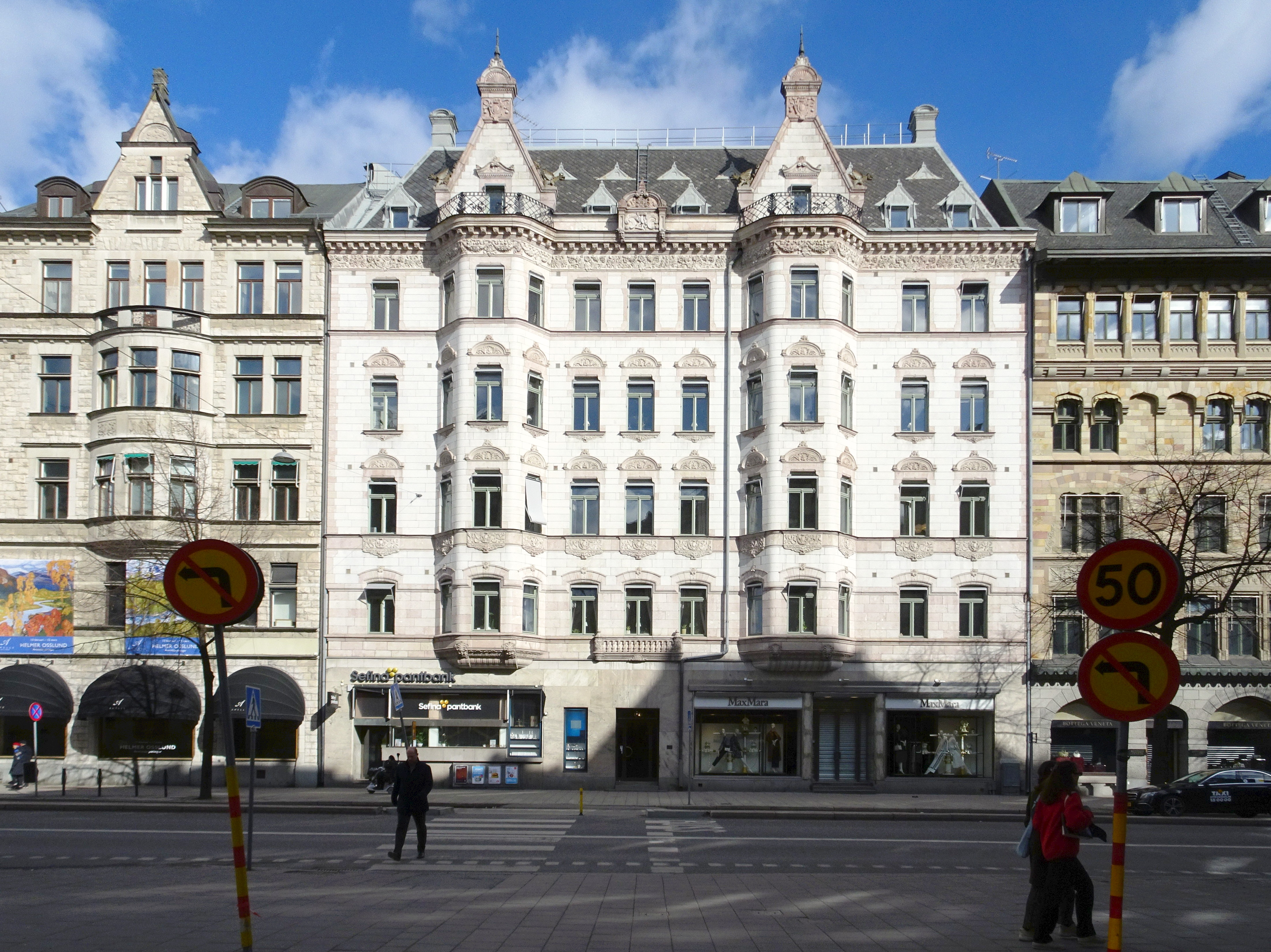
Styckjunkaren 6.
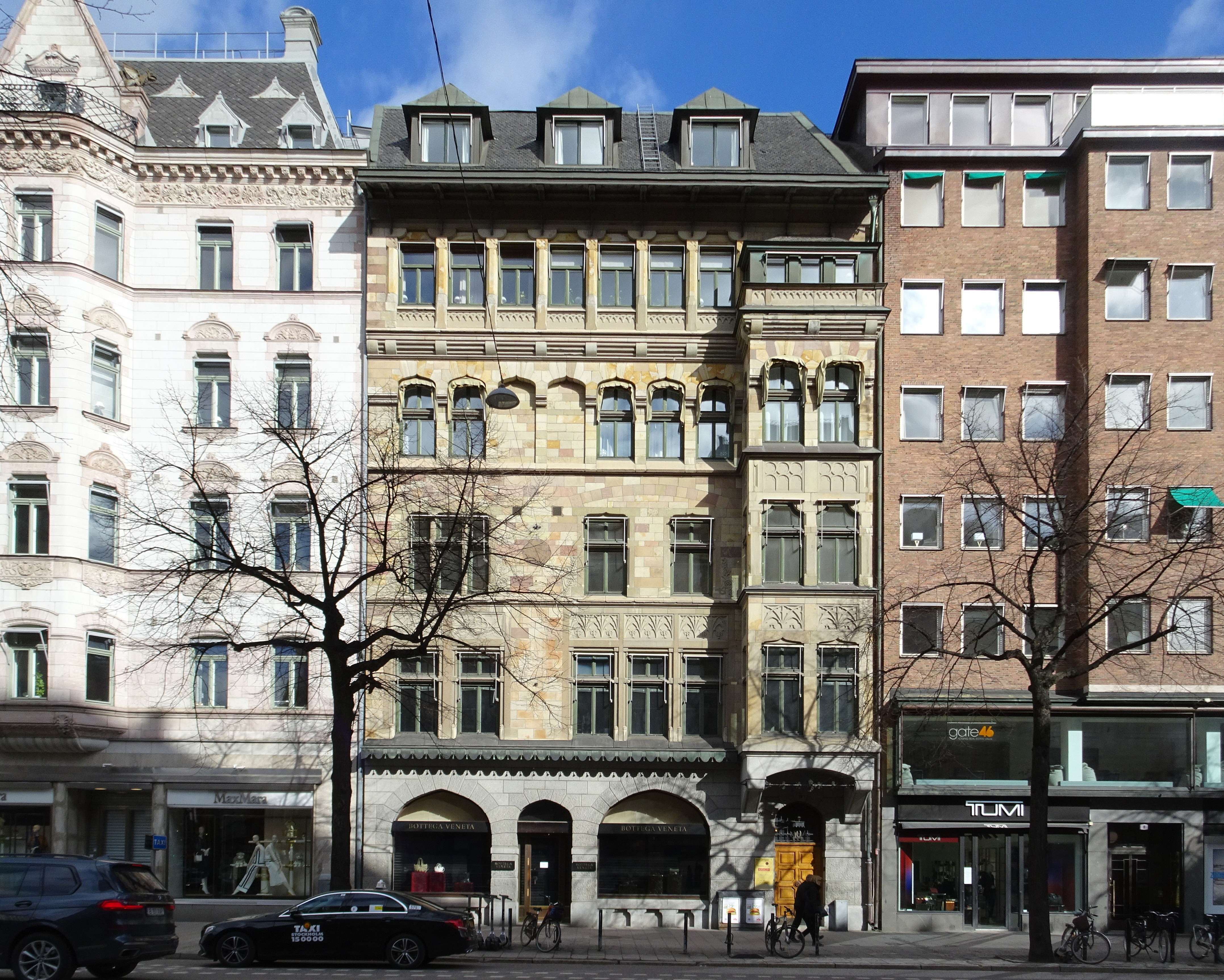
Styckjunkaren 11 (före detta 5).
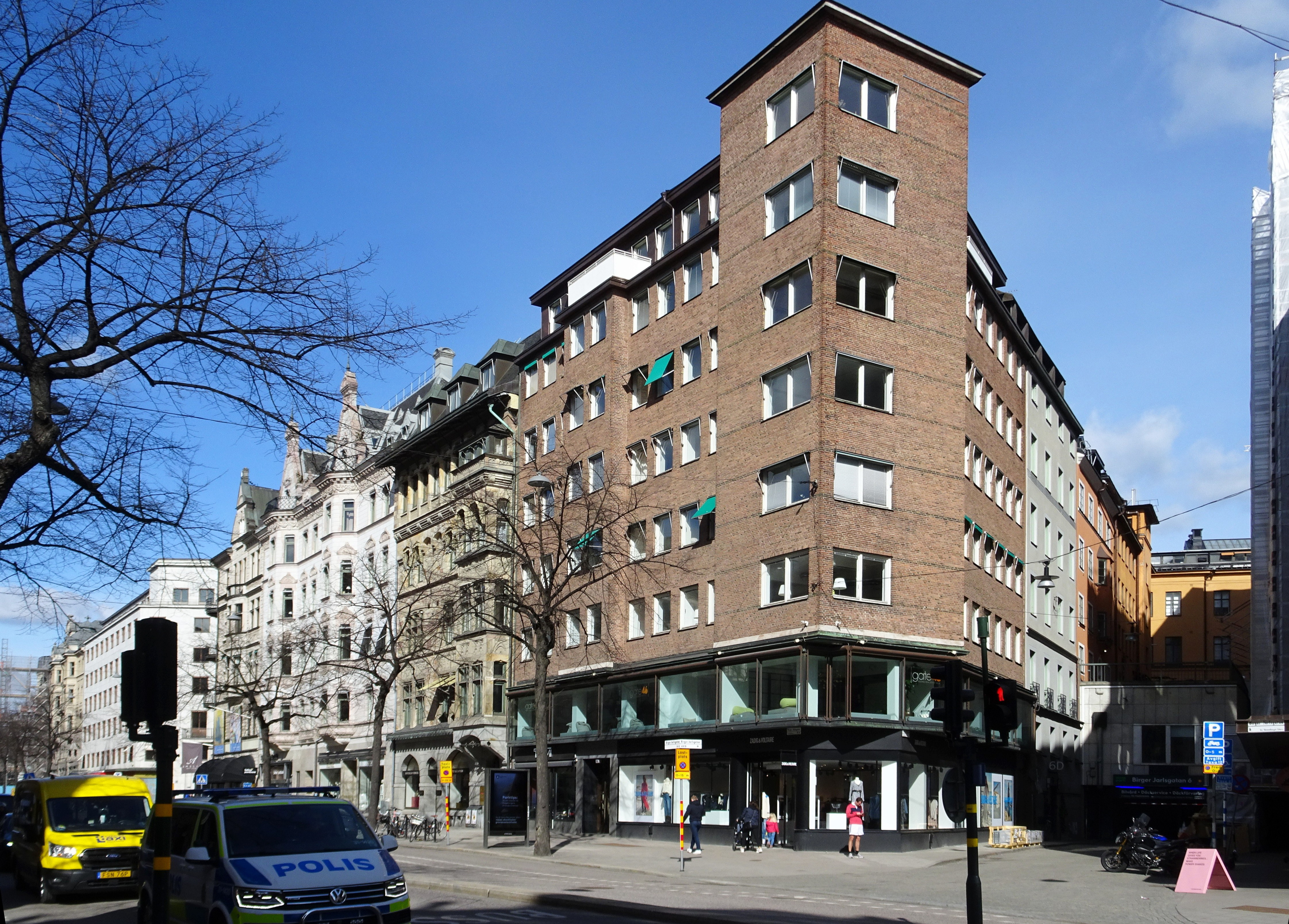
Kvarteret sett från Birger Jarlsgatan 2021 närmast Styckjunkaren 4.

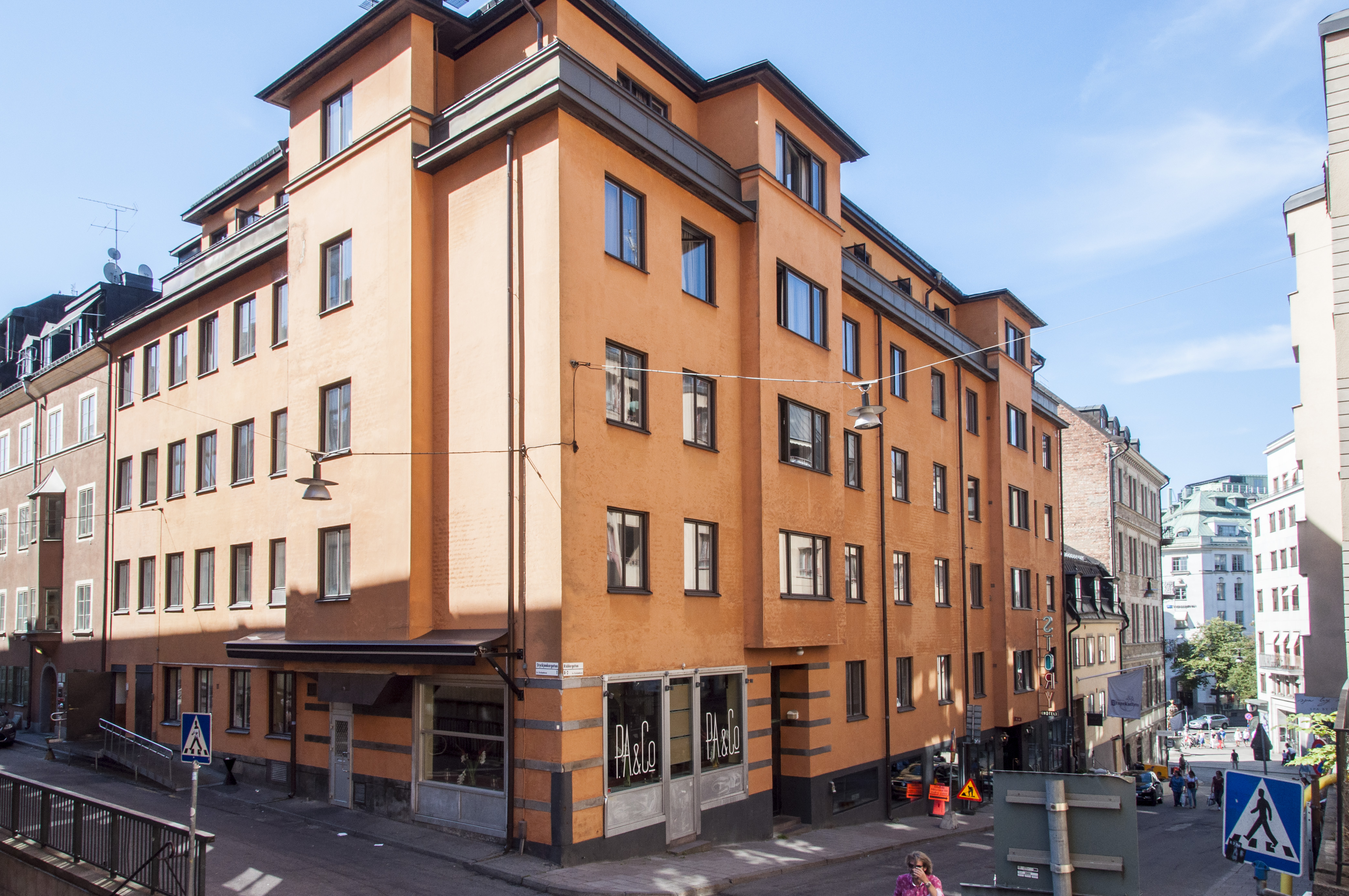
Kvarteret sett från Riddargatan närmast Styckjunkaren 10.
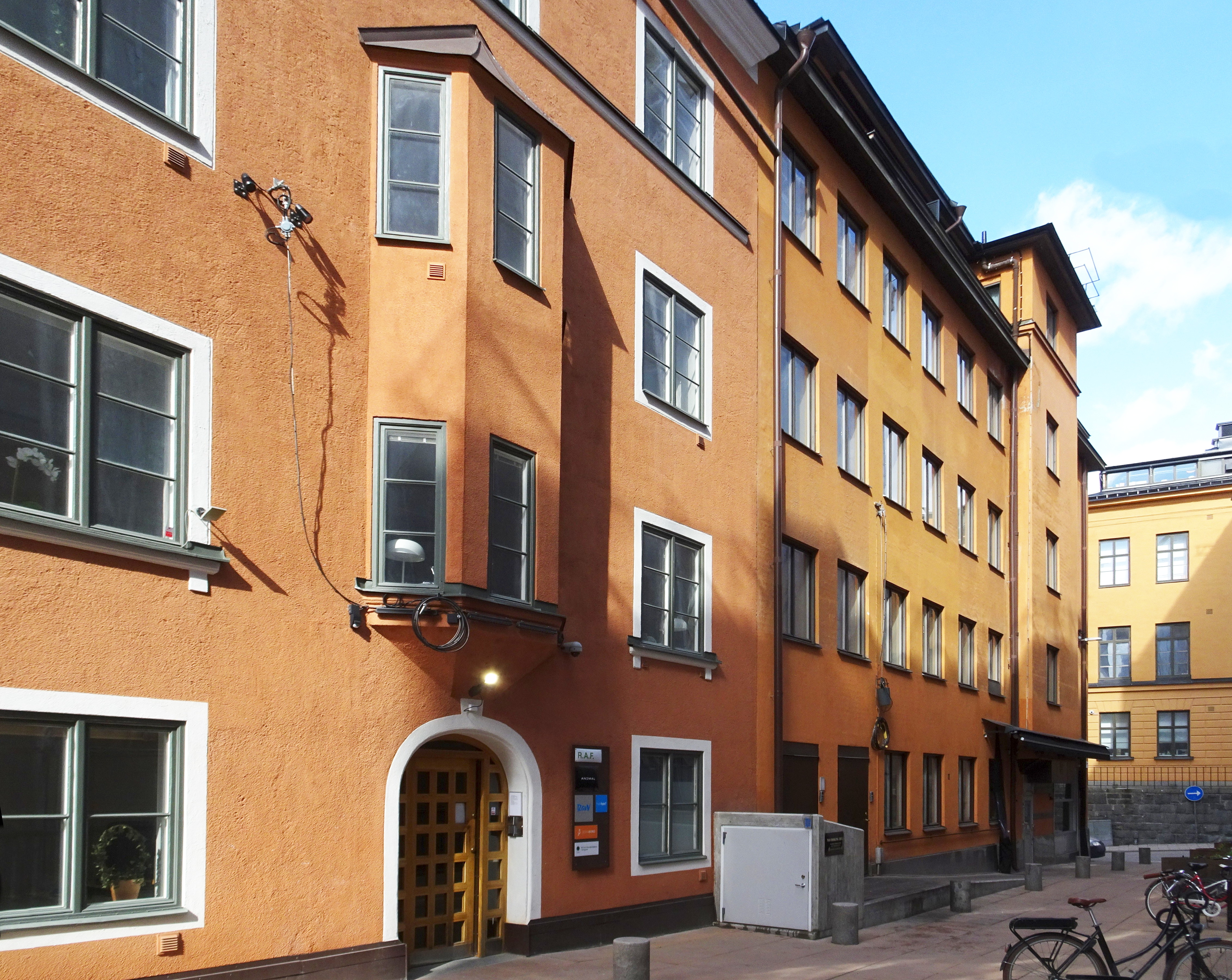
Styckjunkaren 2 (närmast) och 10.
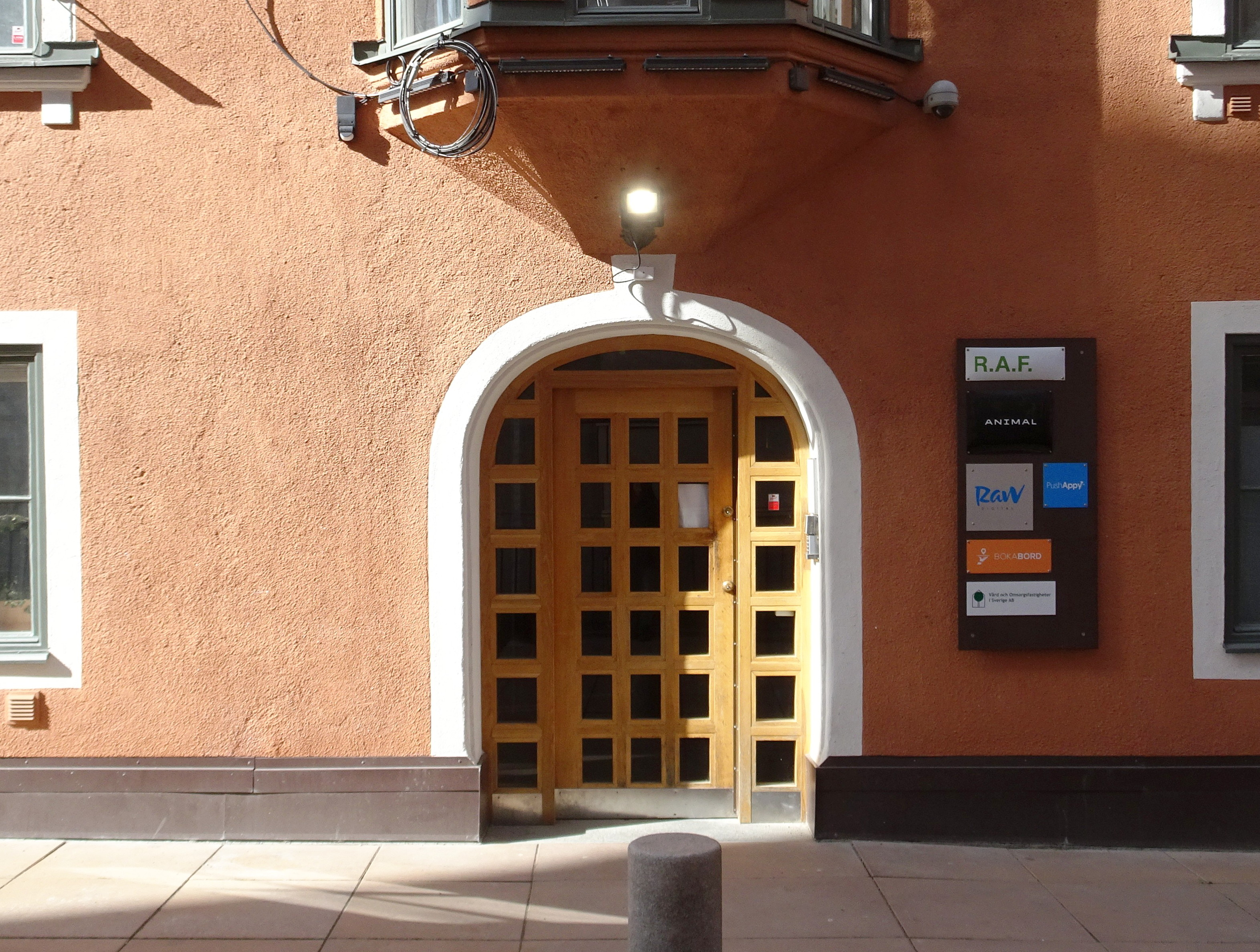
Styckjunkaren 2, entré.
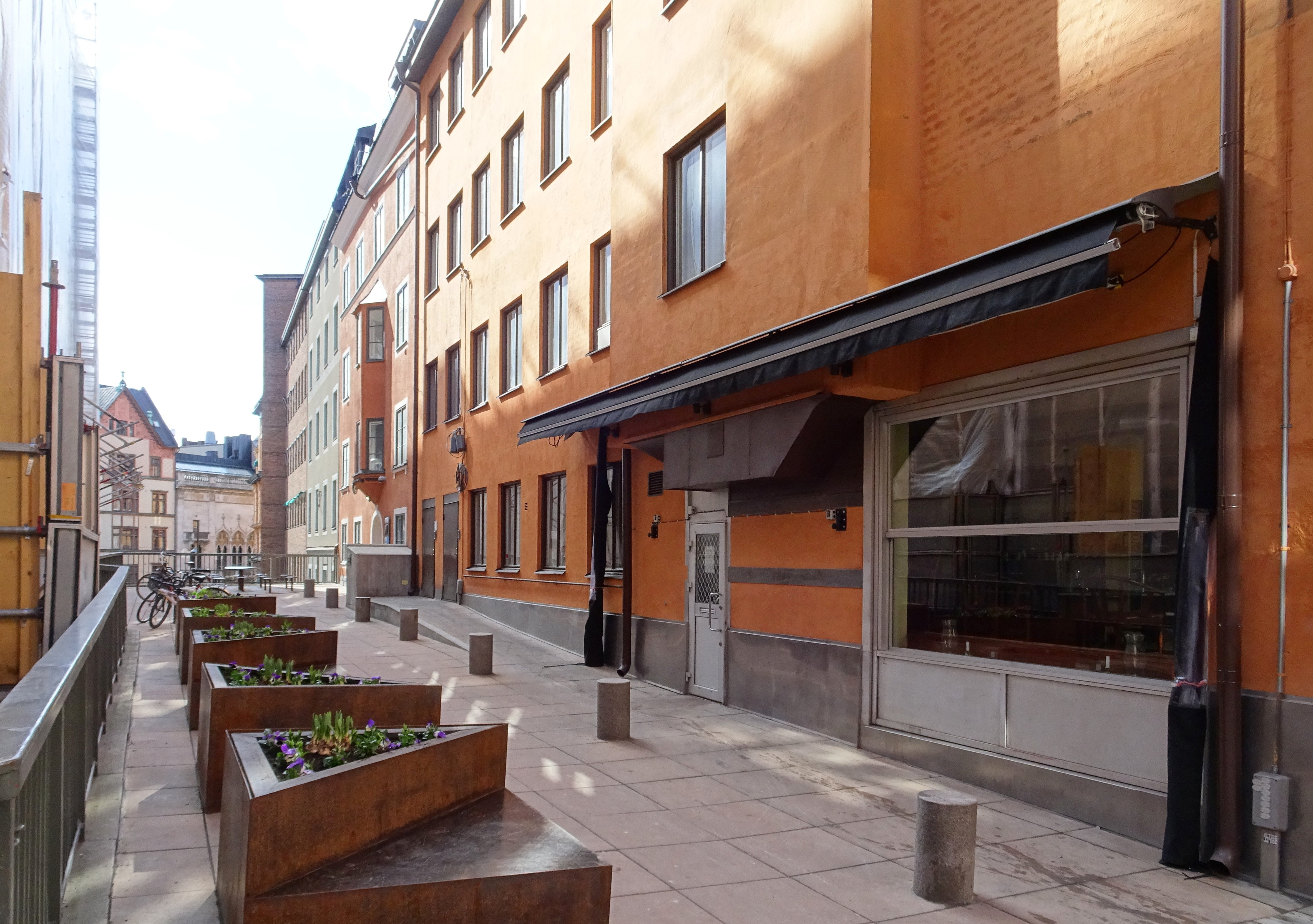
Kvarteret sett från Styckjunkargatan närmast Styckjunkaren 10.